# エヴェン

エヴェン人が生活する集落（2010年センサスより）

エヴェン（エヴェン語：эвэ̇н、ロシア語: эвены 、英語: Evens、中国語: 鄂溫人、埃文人）、旧称ラムート人（ロシア語: ламуты）は、ツングース系民族の一つで、主にロシア国内の東シベリア北部地域（サハ共和国・マガダン州・ハバロフスク地方東北部・カムチャッカ地方北部・中部及びチュクチ自治管区）に居住する。また、ロシア国内のサハ共和国にはエヴェンの約半数が居住しており、その多くはサハ語を日常語としている。

## 概要
エヴェン人のロシアでの人口推移は以上の通りである。
エヴェン人は17世紀以来、ロシアではヤクート（サハ）による呼称であるラムート人として知られてきた。民族としての自称は地域によって異なり、エヴェン、オロルなどが存在したが、ソ連によって正式に「エヴェン」が民族名とされた。隣接するエヴェンキ人とは非常に共通点が多く、過去にはエヴェンキ人やエヴェン人がまとめて「ツングース人（もしくは北方ツングース）」と呼ばれることもあった。
エヴェン人の居住地は主にオホーツク海・北極海の沿岸部、カムチャッカ半島・北部ヤクーチアの山岳地帯などに分けられる。沿岸部の住民は海獣狩猟・漁労などを営む定住民であるのに対し、山岳部の住民は移動を伴うトナカイ放牧を営んでいる。
近年は、一部がロシア人との混血が進んでいる。
エヴェン人のY染色体ハプログループはC2が74.2％、Nが12.9%である。